# Musul'manin
Musul'manin (Мусульманин) è un film del 1995 diretto da Vladimir Chotinenko.

## Trama
Il soldato Nikolaj Ivanov è stato tenuto prigioniero dai mujaheddin per 7 anni. Quando lo hanno portato a sparare, un contadino di passaggio ha comprato Nikolai e ha sostituito il figlio assassinato. Il ragazzo è tornato nel suo villaggio natale come musulmano nel miglior senso della parola. Ma non ha incontrato comprensione tra i compaesani e i parenti. Al contrario, molti lo hanno percepito con ostilità.